# Cudaczek-Wyśmiewaczek
Cudaczek-Wyśmiewaczek – zbiór osiemnastu opowiadań dla dzieci, autorstwa Julii Duszyńskiej, opublikowanych po raz pierwszy w 1947 roku.

## Fabuła

### Zawartość zbioru
1. Cudaczek-wyśmiewaczek i panna Obrażalska
2. Obrażalska pogniewała się na mamę i tatę
3. Cudaczek-Wyśmiewaczek głodny
4. Cudaczek-Wyśmiewaczek wprowadza się do Złośnickiego
5. Dobre dni u Złośnickiego
6. Pan Złośnicki spojrzał w lustro
7. Cudaczek-Wyśmiewaczek w mieście
8. Cała zima u pana Beksy
9. To jest pan Byle-jak
10. Dużo śmiechu i niespodziana wizyta
11. Cudaczek-Wyśmiewaczek u Kasi, co się grzebienia bała
12. Jak osioł Cudaczka ocalił
13. Cudaczek-Wyśmiewaczek lata
14. Wiedzą o Cudaczku!
15. Cudaczek-Wyśmiewaczek nad morzem
16. Cudaczek-Wyśmiewaczek u panny Krzywinosek
17. Po co ta panna Ada?
18. Ostatnia przygoda Cudaczka-Wyśmiewaczka

### Streszczenie fabuły
Opowiadania te są połączone osobą głównego bohatera, Cudaczka-Wyśmiewaczka. Bohater ten jest stworkiem niewielkiego wzrostu („licho malusie i cieniutkie jak igła”), który według słów autorki „nie je, nie pije, tylko wyśmiewaniem żyje”. Stworek ten najczęściej mieszka z jakimś dzieckiem o niedobrym zachowaniu, z którego może się wyśmiewać i podjudza, by się źle zachowywało – gniewało, czy obrażało. 

## Odbiór
Utwór był lekturą szkolna dla klasy I po reformie szkolnictwa i modyfikacji listy lektur w połowie lat 80. XX w.i był nią do 1997 r.
Wirtualna biblioteka słuchowisk dla dzieci bajkowisko.pl przygotowała Cudaczka-Wyśmiewaczka w dwóch częściach, które dostępne są w abonamencie oraz bezpłatnie na kanale YouTube.